# Omloop van het Houtland 2005
L'Omloop van het Houtland 2005, sessantunesima edizione della corsa, valido come evento dell'UCI Europe Tour 2005 categoria 1.2, si svolse il 21 settembre 2005 per un percorso di 184 km. Fu vinto dal belga Kevin Van Impe, che terminò la gara in 4h07'00" alla media di 44,696 km/h.
Dei 181 ciclisti alla partenza furono in 91 a portare a termine il percorso.

## Squadre e corridori partecipanti
| N.      | Cod. | Squadra                       |
| ------- | ---- | ----------------------------- |
| 1-6     | LAN  | Landbouwkrediet-Colnago       |
| 11-16   | RSH  | RSH                           |
| 21-26   | BWJ  | Bodysol-Win for Life-Jong Vl. |
| 31-36   | AXA  | Axa Pro-Cycling Team          |
| 41-46   | MRB  | Mr Bookmaker.com-SportsTech   |
| 51-56   | BDS  | Amuzza.com-DAVO               |
| 61-66   | EBH  | Van Vliet-EBH-Advocaten       |
| 71-76   | COM  | ComNet-Senges                 |
| 81-86   | JAC  | Chocolade Jacques-T Interim   |
| 91-96   | FLA  | Flanders                      |
| 101-106 | KNF  | Knauf Team                    |
| 111-116 | EUR  | Eurogifts.com                 |
| 121-126 | JAR  | Jartazi-Revor                 |
| 131-136 | PRC  | Profel Cycling Team           |
| 141-146 | TLM  | Team Lamonta                  |
| 151-156 | TSM  | Team Skil-Moser               |

| N.      | Cod. | Squadra                    |
| ------- | ---- | -------------------------- |
| 161-166 | RB3  | Rabobank Continental Team  |
| 171-176 |      | Lombarden-Firestone        |
| 181-186 |      | Diametal-Colnago NHT       |
| 191-196 |      | Cycling Team Lispanne      |
| 201-206 |      | Cerdi Team Ingelmunster    |
| 211-216 |      | Delsol Team                |
| 231-236 | BEC  | B&E Cycling Team           |
| 241-246 |      | Soenens Germond            |
| 251-256 |      | Beveren 2000               |
| 261-266 |      | EDL-Prolanc.DJ-Matic       |
| 271-276 |      | Colba Continental Team     |
| 281-286 | RLM  | Roubaix-Lille Métropole    |
| 291-296 |      | TW Classic-All Bikes CT    |
| 301-306 |      | Daikin Continental Team    |
| 311-316 |      | Cyclingnews.com-Frondriest |
| 321-326 | FID  | Fondas-Imabo Doorisol Team |

## Ordine d'arrivo (Top 10)
| Pos. | Corridore         | Squadra         | Tempo    |
| ---- | ----------------- | --------------- | -------- |
| 1    | Kevin Van Impe    | Ch. Jacques     | 4h07'00" |
| 2    | Marcel Sieberg    | Lamonta         | a 14"    |
| 3    | Steven Caethoven  | Ch. Jacques     | a 16"    |
| 4    | Jurgen Van Loocke | Landbouwkrediet | s.t.     |
| 5    | Michael Simms     | Landbouwkrediet | s.t.     |
| 6    | Pieter Duyck      | Davo            | s.t.     |
| 7    | Kenny van Hummel  | Eurogifts.com   | s.t.     |
| 8    | Romain Fondard    | Roubaix-Lille   | s.t.     |
| 9    | Gorik Gardeyn     | Mr Bookmaker    | s.t.     |
| 10   | Detlef Moerman    | Beveren 2000    | s.t.     |